# Богданівка (Суджанський район)
Богданівка (рос. Богдановка) — присілок в Суджанському районі Курської області Російської Федерації.
Населення становить 31 особу. Входить до складу муніципального утворення Козачелокнянська сільрада.

## Історія
Населений пункт розташований на території українського етнічного та культурного краю Східна Слобожанщина.
Від 2004 року входить до складу муніципального утворення Козачелокнянська сільрада.
8 серпня 2024 був зайнятий українськими військами.

## Населення
| 2002 | 2010 |
| ---- | ---- |
| 16   | ↗31  |